# Harald Kracht
Harald Kracht (* 5. Juli 1927 in Schleswig; † 1. Januar 2018 in Fahrdorf) war ein deutscher Pädagoge und Gründer sowie langjähriger Vorsitzender der DLRG-Jugend.

## Leben und Wirken
Kracht wurde 1927 als Sohn eines Lehrers in Schleswig geboren. Nach dem Abitur 1948 arbeitete er zunächst ein Jahr als Hilfslehrer und studierte anschließend an der Pädagogischen Hochschule Flensburg. Ab 1950 arbeitete er zunächst als Lehrer in Rendsburg. 1960 übernahm er die Leitung der Schule und wurde später Schulrektor. Ab 1984 war er Schulrat des Kreises Schleswig-Flensburg. 1992 wurde er zunächst pensioniert, übernahm dann aber für ein Jahr eine Schulleiterposition in den neuen Bundesländern.
Er engagierte sich für den Schleswig-Holsteinischen Heimatbund und war ab 1984 auch Vorstandsmitglied. Im Bund Deutscher Nordschleswiger war Kracht von 1979 bis 1984 Wahlausschussvorsitzender und gehörte dem Geschäftsausschuss an.

## DLRG-Jugend
Kracht war seit seiner Jugend Mitglied der Deutschen Lebens-Rettungs-Gesellschaft. Bereits Anfang der 1950er-Jahre begann er seine Ansichten zu optimaler Jugendarbeit in der DLRG umzusetzen und gründete mit anderen 1952 den Jugendverband der DLRG Schleswig-Holstein. Ab 1961 war Harald Kracht Bundesjugendwart der DLRG und begründete 1962 die Jugend der Deutschen Lebens-Rettungs-Gesellschaft. Er nahm das Amt bis 1977 wahr.

## Ämter und Ehrungen

### Ämter
- 1954 bis 1961 Landesjugendwart der DLRG-Jugend Schleswig-Holstein
- 1961 bis 1977 Bundesjugendwart der DLRG
- 1963 bis 1977 war er Sportausschussvorsitzender des Deutschen Jugendverbandes für Nordschleswig
- 1968 bis 1984 Vorsitz des Deutschen Lehrervereins für Nordschleswiger
- 1977 bis 1981 Vorsitzender des Jugendverbandsausschusses für Fahrten und Lager.
- 1979 bis 1984 Wahlausschussvorsitzender des Bundes Deutscher Nordschleswiger (BDN)
- 1984 bis 2004 Vorsitz des Patenschaftsausschusses des Schleswig-Holsteinischen Heimatbund (SHHB)
- 1985 bis 2004 Präsidiumsmitglied und stellvertretender SHHB-Vorsitzender
- 1985 bis 2004 Vorsitz des Landkuratoriums Schleswig-Holstein-Tag
- 1986 bis 2004 Vorsitzender des grenzpolitischen Ausschusses des SHHB

### Ehrungen
- 1966 Ehren- und Verdienstabzeichen der DLRG in Gold
- 1977 Ehrenbundesjugendwart der DLRG
- 1978 Bundesverdienstkreuz am Bande
- 1988 Bundesverdienstkreuz 1. Klasse
- 1989 Ehrenmitglied der DLRG
- 2003 Großes Verdienstkreuz des Verdienstordens der Bundesrepublik Deutschland
- 2004 Schleswig-Holstein-Medaille
- 2013 Dr.-Peter-Pauly-Ring der Jugend der DLRG